# Boeing 707
Paginile Boeing 720 și B720 redirecționează aici.
Boeing 707 este un avion de linie lung curier american, primul avion cu reacție comercial dezvoltat și produs de către Boeing Commercial Airplanes. Dezvoltat din prototipul Boeing 367-80 zburat pentru prima dată în 1954, varianta inițială 707-120 a zburat pentru prima dată pe 20 decembrie 1957. Pan Am a introdus început avionul în serviciu comercial pe 26 octombrie 1958. Cu versiuni produse până în 1979, 707 a fost un cvadrimotor cu aripă săgeată. Secțiunea transversală mai mare a fuzelajului permitea șase rânduri de scaune la economic, păstrate și în modelele ulterioare 720, 727, 737 și 757.
Deși nu a fost primul avion comercial cu reacție în serviciu, 707 a fost primul utilizat pe scară largă și este adesea creditat cu începutul erei motoarelor cu reacție.[5] A dominat transportul aerian de pasageri în anii 1960 și a rămas popular până în anii 1970, pe zboruri interne, transcontinentale și transatlantice, precum și în aplicațiile militare și de marfă. A stabilit Boeing ca producător dominant de avioane de linie cu seria sa 7x7. Varianta inițială, 707-120, lungă 44 m, era propulsată de motoare turboventilator Pratt & Whitney JT3C. Varianta mai scurtă, dar cu rază mai lungă de acțiune, 707-138, și 707-220 cu motoare mai puternice au intrat în serviciu în 1959. Seria 707-300/400, mai grea și cu o autonomie mai mare, are aripi extinse și este puțin prelungită cu 2,4 m. Alimentat de motoare Pratt & Whitney JT4A, 707-320 a intrat în serviciu în 1959, iar 707-420 cu motoare Rolls-Royce Conway în 1960.
720, o variantă mai ușoară cu rază scurtă de acțiune, a fost, de asemenea, introdusă în 1960. Propulsat de turboventilatoare Pratt & Whitney JT3D, 707-120B a debutat în 1961 iar 707-320B în 1962. 707-120B a zburat de obicei cu două clase de pasageri peste 6.700 km și putea găzdui 174 de pasageri într-o singură clasă. Cu 141 de pasageri în două clase, 707-320/420 putea zbura 6.940 km, iar 707-320B până la 9.300 km. Modelul hibrid 707-320C a intrat în serviciu în 1963, iar 707-urile de pasageri au fost transformate în configurații de marfă. Derivatele militare includ aeronava de recunoaștere E-3 Sentry și transportatorul VIP C-137 Stratoliner. În total, au fost produse și livrate 865 de avioane Boeing 707, fără a include cele 154 de avioane Boeing 720.

## Producție
Avionul a fost gândit atât pentru producție civilă cât și militară - sunt două modele militare - un avion cisternă folosit pentru realimentare în zbor, folosit de Armata SUA și se numește KC-135 Extender și un avion de transport, folosit de armate din întreaga lume. De altfel, primele modele comercializate au fost cele militare, modelul civil fiind dezvoltat ulterior. Primul zbor al modelului civil a avut loc în 1957, pe 20 decembrie.
Boeing 707 a fost de la început în concurență acerbă cu Douglas DC-8. Modelul Boeing a avut un avantaj prin introducerea sa în serviciu cu un an înaintea modelului Douglas (Octombrie 1958 cu Pan Am față de septembrie 1959 pentru DC-8). Acest lucru a adus avantaje imense liniilor aeriene care au comadat 707-le, acestea putând oferi un serviciu mult mai rapid și confortabil fără concurență timp de aproape un an, asigurându-le supremația. Importanța lui nu poate fi subestimată - pe lângă faptul că a făcut zborul un lucru comun și la îndemâna oricui dintr-un serviciu de lux, multe din standardele aviației civile au fost derivate din standardele 707 (de la modul în care se manevrează bagajele, și se face serviciul de sol până la controlul traficului aerian).

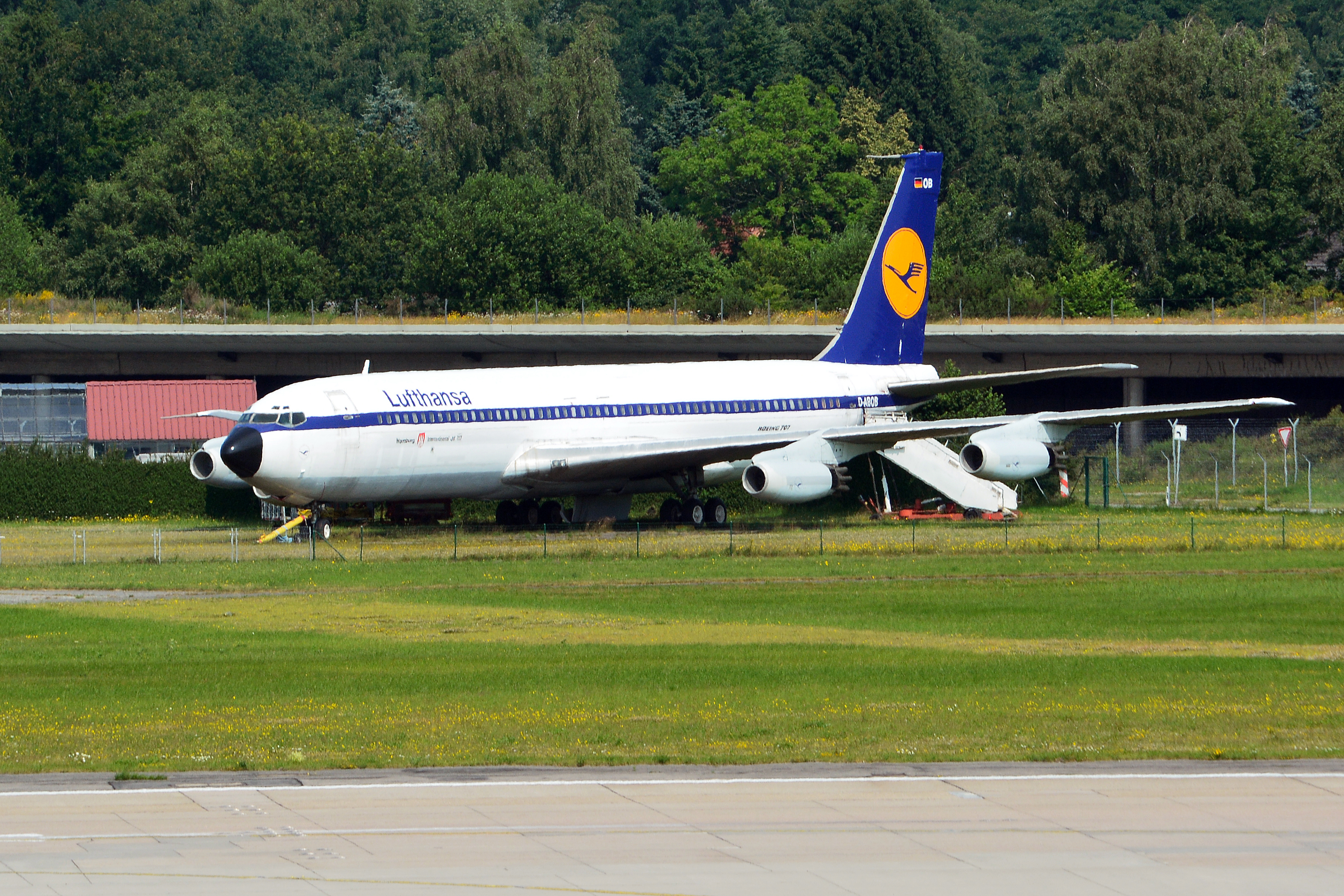
Boeing 707-430(Lufthansa)

Popularitatea transportului aerian adusă de 707 a făcut. paradoxal, ca modelul să devină rapid depășit, și să fie înlocuit începând cu anii '70, cu modele mai mari sau adaptate distanțelor mai lungi, respectiv cu modele dedicate transportului scurt-curier. Rutele făcute de un Boeing 707 cu 110 pasageri cu 2-3 escale sunt astăzi asigurate de avioane de 250-400 pasageri cu multiple frecvențe zilnic, fără escală. Transportul aerian a devenit atât de popular, încât o capacitate similară unui Boeing 707 este asigurată astăzi de unele avioane regionale (de navetă), precum Embraer E-195.

## Propulsie
Este propulsat fie de patru turboreactoare (JT3C-6 sau JT4A-3) în cazul modelelor mai vechi, fie de patru motoare turboventilatoare (JT3D-3 sau JT3D-7) în cele mai noi, asigurând autonomie și putere mai mare, consum mai mic, poluare mai redusă și zgomot mai puțin. Spre deosebire de avioanele contemporane, deține și 2-3 turbocompresoare care asigură presurizarea și ventilația în cabină (avioanele moderne folosesc aer direct din propulsoare).

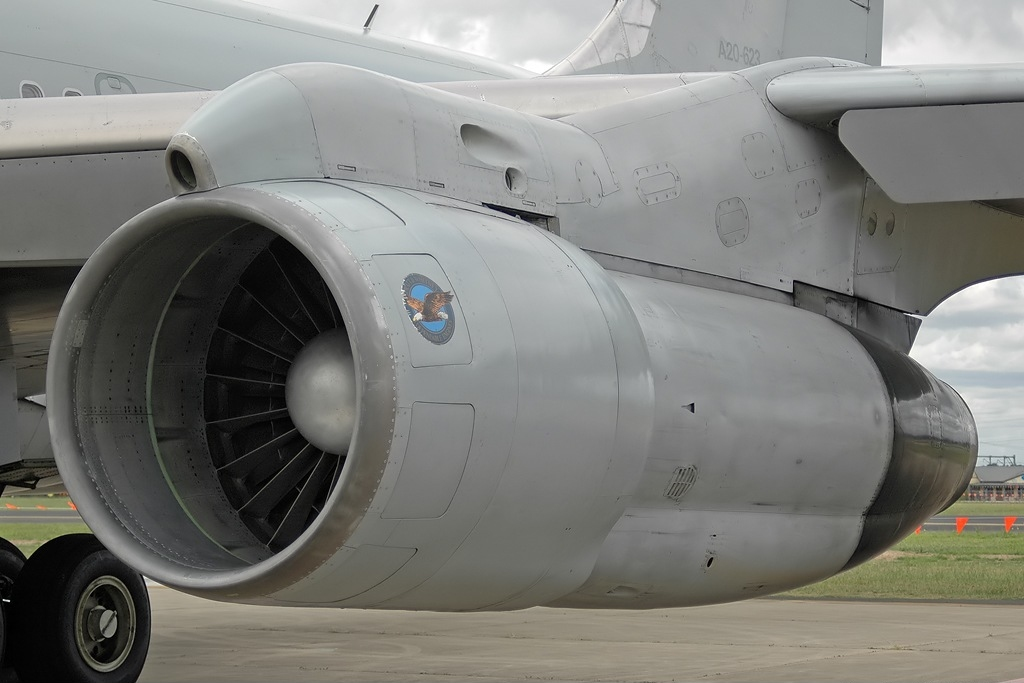
Boeing 707-338C (engine)

## Modele
Boeing a adaptat avionul nevoilor mai multor linii aeriene (dacă astăzi producătorii de avioane oferă o linie de produse de mărime și autonomie variabilă, în perioada respectivă, opțiunea era limitată la un singur model, care trebuia să asigure toate rolurile). Astfel, unele Boeing 707 au fost adaptate pentru rute scurte, astăzi servite de Airbus A320 sau Boeing 737, altele au fost adaptate pentru rute extrem de lungi, precum Londra-Sydney. Prin urmare, există 707-120, modelul original (capacitate : 110 pasageri în configurație standard, maxim 179), 707-220 pentru modele care urmau să serveasca aeroporturi aflate în medii tropicale sau la înălțimi mari, Boeing 707-320 (Intercontinental), mai lung și cu rezerve mai mari de combustibil (capacitate : 147 pasageri, maxim : 202 pasageri), 707-120B și 707-320B, îmbunătățite cu motoare noi, mai economice, mai puțin zgomotoase, și cu autonomie mai mare, 707-320C, convertibil cargo/pasageri, 707-420, cu motoare diferite (Rolls Royce) și 720 (respectiv 720B), model mai scurt, mai rapid și cu modificări la aripi, construit pentru distanțe scurte și medii de pe piste scurte.

## Operatori
Majoritatea liniilor aeriene mari ale vremii au folosit Boeing 707, printre care BOAC, Pan Am, Qantas, Lufthansa, Air France, American Airlines, etc.. Au existat inclusiv cumpărători ai modelului din blocul comunist (JAT în Iugoslavia, TAROM în România și CAAC în China - pentru TAROM fiind primul avion occidental achiziționat).
Avionul a fost eliminat din serviciul de pasageri începând cu anii 1980, astăzi fiind foarte puțini operatori ai modelului - consumul ridicat de combustibil (de aproximativ 4-5 ori pe pasager pe km față de un avion recent), poluarea (mai ales a primelor modele), costul ridicat al întreținerii (ultimul exemplar produs are mai mult de 20 de ani vechime) dar și o campanie masiva de achiziții din partea armatei americane de la liniile aeriene în anii '80 (pentru piese de schimb) au făcut să existe destul de puține modele operaționale astăzi. Singurul operator de pasageri al modelului este Saha Air, o linie din Iran, care oferă câteva zboruri interne cu două avioane 707. Există un număr de avioane VIP, unde numărul redus de zboruri înseamnă că este mai puțin economică înlocuirea cu modele mai noi.
Astfel, avionul prezidențial al României, spre exemplu, este un Boeing 707, care dateaza din 1974. Aeronava "Air Force One" Romaneasca se numeste "Carpati"

## Specificații
|                                           | 720 (707-020)                                 | 707-120B                                      | 707-320B                                                                                  |
| ----------------------------------------- | --------------------------------------------- | --------------------------------------------- | ----------------------------------------------------------------------------------------- |
| Pasageri                                  | 140                                           | 110 (2 clase) 179 (1 clasă)                   | 147 (2 clase) 202 (1 clasă)                                                               |
| Masa maximă autorizată la decolare (MTOW) | 100,800 kg                                    | 116,570 kg                                    | 151,320 kg                                                                                |
| Masa (gol)                                | 103,145 lb                                    | 122,533 lb (55,580 kg)                        | 146,400 lb (66,406 kg)                                                                    |
| Distanța necesară pentru decolare la MTOW | 8,300 ft (2,515 m)                            | 11,000 ft (3,330 m)                           | 10,840 ft (3,280 m)                                                                       |
| Distanța necesară pentru aterizare        | 5,750 ft (1,740 m)                            | 6,200 ft (1,875 m)                            | 10,840 ft (3,280 m)                                                                       |
| Autonomie                                 | 3,680 mile nautice (6,800 km)                 | 3,680 mn (6,820 km)                           | 3,735 mn (6,920 km)                                                                       |
| Viteză croazieră                          | 540 noduri (999 km/h)                         | 540 kt (1000 km/h)                            | 525 kt (972 km/h)                                                                         |
| Lungime                                   | 41.25 m                                       | 44.07 m                                       | 46.61 m                                                                                   |
| Lungime aripi                             | 39.90 m                                       | 39.90 m                                       | 44.42 m                                                                                   |
| Înălțime (max)                            | 12.65 m                                       | 12.93 m                                       | 12.93 m                                                                                   |
| Lățime fuselaj                            | 3.54 m                                        | 3.76 m                                        | 3.76 m                                                                                    |
| Motoare (4X)                              | Pratt & Whitney JT3C-7 - 12,000 lbf (53.3 kN) | Pratt & Whitney JT3D-1 - 17,000 lbf (75.6 kN) | Pratt & Whitney JT3D-3 - 18,000 lbf (80 kN) Pratt & Whitney JT3D-7 - 19,000 lbf (84.4 kN) |

## Legături utile
Linia Boeing : Boeing 707 - Boeing 717 - Boeing 727 - Boeing 737 - Boeing 747 - Boeing 757 - Boeing 767 - Boeing 777 - Boeing 787 

Douglas DC-8, respectiv Convair 880 și Convair 990 alte avioane cu importanță istorică, concurente cu Boeing 707. 

de Havilland Comet (primul avion de pasageri cu reacție din lume), Tupolev Tu-104 și Sud Aviation Caravelle, alte avioane importante din prima serie de avioane cu reacție.
- Pagina oficială a modelului